# Rajendra
Rajendra (Hindi: राजेन्द्र; Tamil: இராஜேந்திர) ist ein populärer, männlicher, indischer Name.

## Herkunft und Bedeutung
Der Name setzt sich aus den Wörtern "Raja" (König) und "Indra" (Gott) zusammen. So kann die Bedeutung unterschiedlich interpretiert werden u. a. als "König der Götter".

## Bekannte Namensträger
- Rajendra I., König des tamilischen Chola-Reichs
- Rajendra Pachauri, indischer Umweltwissenschaftler
- Rajendra Prasad, erster Präsident von Indien

- Cecil Rajendra (* 1941), malaysischer Menschenrechtsanwalt, Kolumnist und Dichter